# Verfassungsgerichtshof Rheinland-Pfalz

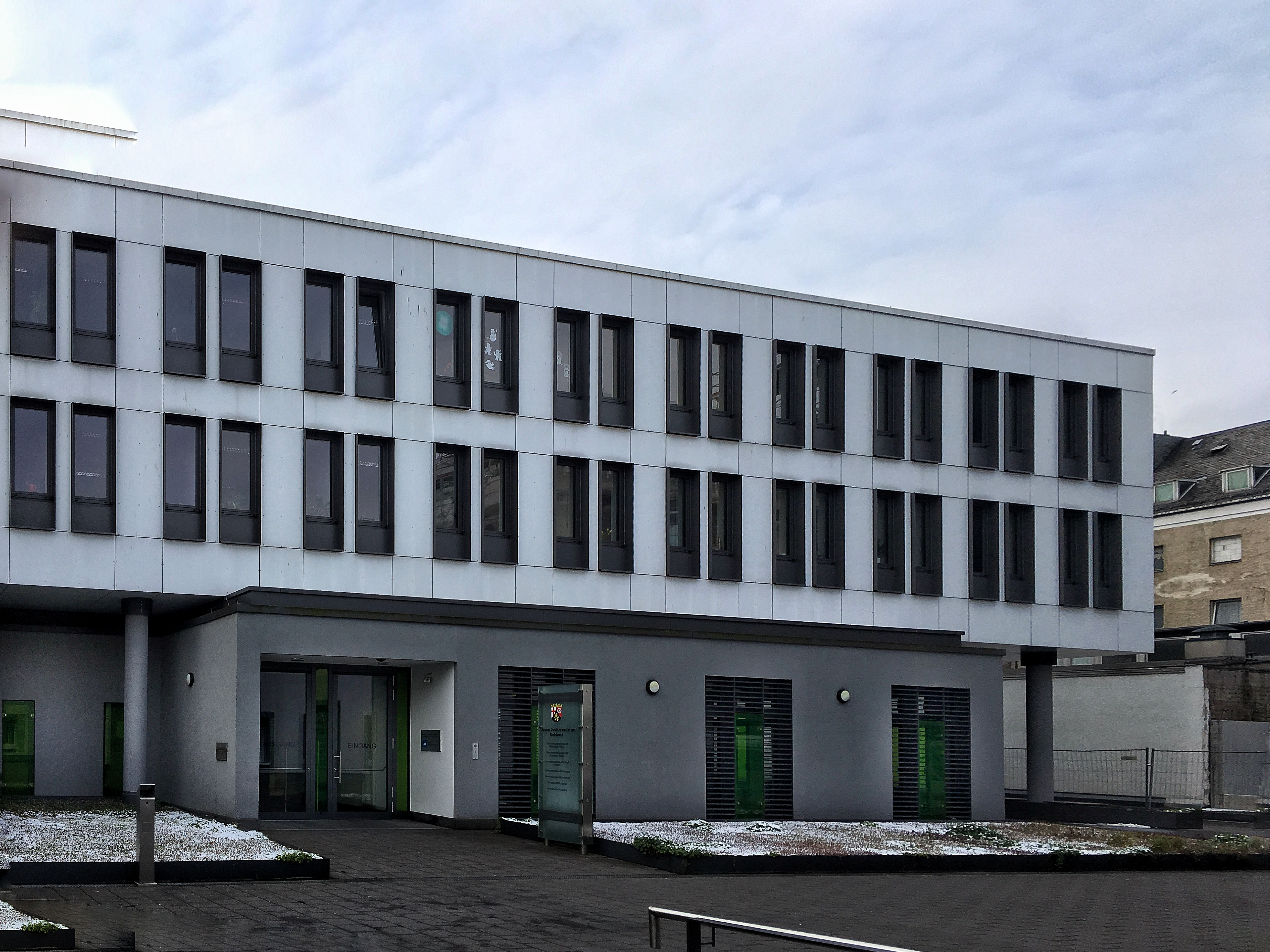
Sitz des Verfassungsgerichtshofs Rheinland-Pfalz im Neuen Justizzentrum Koblenz

Der Verfassungsgerichtshof Rheinland-Pfalz ist das 1947 gegründete Verfassungsgericht und das höchste Gericht des Landes Rheinland-Pfalz. Es ist neben dem Landtag und der Landesregierung von Rheinland-Pfalz ein gleichberechtigtes Verfassungsorgan. 
Als "Hüter" der Verfassung für Rheinland-Pfalz unterliegt ihm die letztverbindliche Auslegung der Verfassung.

## Zuständigkeit
Seine Aufgabe ist die Überwachung aller Tätigkeiten der öffentlichen Gewalt (Legislative, Exekutive, Judikative) des Landes auf Einhaltung der Bestimmungen der Verfassung für Rheinland-Pfalz. Der Verfassungsgerichtshof legt die Landesverfassung hierbei letztverbindlich aus. Es wird jedoch nur auf Antrag in den in der Landesverfassung vorgesehenen Fällen tätig. Die wichtigsten Klagearten sind in der Praxis die Verfassungsbeschwerde, das Normenkontroll- und das Organstreitverfahren. Verfahrensregelungen ergeben sich aus der Landesverfassung und aus dem Landesgesetz über den Verfassungsgerichtshof.

## Sitz, Personal und Organisation
Sitz des Gerichtshofes ist Koblenz. Er ist im Gebäude des Oberverwaltungsgerichts Rheinland-Pfalz untergebracht, über dessen Geschäftsstellen auch der Verfassungsgerichtshof seine Verfahren abwickelt.
Präsident des Verfassungsgerichtes ist Lars Brocker, der in Personalunion außerdem als Präsident des Oberverwaltungsgerichtes fungiert. Vizepräsident des Verfassungsgerichtshofes sowie des Oberverwaltungsgerichtes ist Ulrich Mildner.
Als Richter gehören dem Verfassungsgerichtshof zunächst der Präsident und drei weitere Berufsrichter, ferner fünf weitere Mitglieder, die keine Befähigung zum Richteramt haben müssen, an. Diese gelten als die ordentlichen Mitglieder des Verfassungsgerichtshofes. Als stellvertretende Mitglieder gehören dem Verfassungsgerichtshof außerdem der Vizepräsident des Oberverwaltungsgerichtes als Stellvertreter des Präsidenten, drei weitere Berufsrichter und fünf weitere Mitglieder an. Außer dem Präsidenten des Gerichts und dem Vizepräsidenten werden die ordentlichen und die stellvertretenden Mitglieder des Verfassungsgerichtshofes vom Landtag für die Dauer von sechs Jahren gewählt. Es ist eine Zustimmung von jeweils zwei Dritteln für die Wahl notwendig. Eine einmalige Wiederwahl ist zulässig.

## Mitglieder des Verfassungsgerichtshofs

### Aktuelle Mitglieder
| Name                  | Mitglied seit     | Funktion                                                                    | Stellvertreter    | Funktion des Stellvertreters                                    |
| --------------------- | ----------------- | --------------------------------------------------------------------------- | ----------------- | --------------------------------------------------------------- |
| Lars Brocker          | 8. Juni 2012      | Präsident des Verfassungsgerichtshofs und Präsident des OVG Rheinland-Pfalz | Ulrich Mildner    | Vizepräsident des Oberverwaltungsgerichtes Rheinland-Pfalz      |
| Ulrich Mildner        | 2. Juni 2016      | Vizepräsident des Oberverwaltungsgerichtes Rheinland-Pfalz                  | Markus Gietzen    | Präsident des Landgerichts Kaiserslautern                       |
| Bernhard Thurn        | 1. Februar 2020   | Präsident des Pfälzischen Oberlandesgerichtes Zweibrücken                   | Tobias Eisert     | Präsident des Landgerichts Mainz                                |
| Thomas Henrichs       | 26. August 2020   | Präsident des Oberlandesgerichtes Koblenz                                   | Thomas Stahnecker | Vorsitzender Richter am Oberverwaltungsgericht Rheinland-Pfalz  |
| Michael Hassemer      | 14. Februar 2014  | Hochschullehrer                                                             | Harald Jenet      | Präsident des Landgerichts Frankenthal (Pfalz)                  |
| Meinrad Dreher        | 25. Dezember 2014 | Hochschullehrer                                                             | Theo Wieder       | Oberbürgermeister a. D.                                         |
| Georg Moesta          | 7. Februar 2019   | Rechtsanwalt                                                                | Dirk Reidenbach   | Rechtsschutzsekretär                                            |
| Astrid Häfner         | 19. November 2020 | Rechtsanwältin                                                              | Sabine Wabnitz    | Vorsitzende Richterin am Oberverwaltungsgericht Rheinland-Pfalz |
| Ulrike Müller-Rospert | 17. Juni 2021     | Präsidentin des Landgerichts Landau in der Pfalz                            | Johannes Barrot   | Richter am Landgericht Kaiserslautern                           |

### Präsidenten des Verfassungsgerichtshofs
| Name (Lebensdaten)                  | Tätigkeit                               | Amtszeit      | Amtszeit      | Amtszeit                           |
| Name (Lebensdaten)                  | Tätigkeit                               | Ernennung     | Ausscheiden   | Grund                              |
| ----------------------------------- | --------------------------------------- | ------------- | ------------- | ---------------------------------- |
| Ernst Biesten (1884–1953)           | Präsident des Landesverwaltungsgerichts | 4. Juni 1947  | 30. Apr. 1951 | Ruhestand                          |
| Adolf Süsterhenn (1905–1971)        | Präsident des Oberverwaltungsgerichts   | 13. Juni 1951 | 6. Okt. 1961  | Wahl zum Bundestagsabgeordneten    |
| Gerhard Meyer-Hentschel (1911–2005) | Präsident des Oberverwaltungsgerichts   | 8. Dez. 1961  | 30. Sep. 1976 | Ruhestand                          |
| Heribert Bickel (1927–2010)         | Präsident des Oberverwaltungsgerichts   | 1. Okt. 1976  | 18. Mai 1983  | Ernennung zum Landesjustizminister |
| Jürgen Piwowarsky (1933–2019)       | Präsident des Oberverwaltungsgerichts   | 21. Juli 1983 | 31. Dez. 1995 | Ruhestand                          |
| Karl-Friedrich Meyer (* 1947)       | Präsident des Oberverwaltungsgerichts   | 1. März 1996  | 31. März 2012 | Ruhestand                          |
| Lars Brocker (* 1967)               | Präsident des Oberverwaltungsgerichts   | 7. Juni 2012  |               |                                    |

### Ehemalige Mitglieder
- Hubert Armbruster (1950– )
- Beate Benner (2013–2014)
- Heribert Bickel (1976–1983)
- Ernst Biesten (1947–1951)
- Angelika Blettner (2007–2019)
- Karl Christoffel (1959–1967) stellvertretendes Mitglied
- Marliese Dicke (2017–2020)
- Walter Dury (1995–2009)
- Bettina Freimund-Holler (1998–2010)
- Friedhelm Hufen (2008–2016)
- Andrea Kleinmann (1996–2008)
- Peter Krause (2000– ) stellvertretendes Mitglied
- Beate Läsch-Weber (2003–2015)
- Petra Laux (2002–2014)
- Brigitte Meier-Hussing (2002–2014)
- Detlef Merten (1983–2007)
- Karl-Friedrich Meyer (1988–1999)
- Gerhard Meyer-Hentschel (1961–1976)
- Dörthe Muth (1998–2002)
- Ulrike Nagel (2008–2020)
- Jürgen Piwowarsky (1983–1995)
- Maximilian Raitz von Frentz (1950)
- Gerhard Robbers (2008–2014)
- Sabine Röhl (1999–2009)
- Alexander Saftig (2007–2019)
- Georg Adolf Schnarr (2002– )
- Adolf Süsterhenn (1951–1961)
- Jutta Terner (2001–2007)
- Stefanie Theis (2009–2021)
- Valentin Wallauer (1947– )
- Gertrud Wetzel (1975–1987)
- Karl-Heinz Weyrich (1991– )
- Irmgard Wolf stellvertretendes Mitglied
- Dagmar Wünsch (2012–2020)

Siehe auch Kategorie:Richter (Verfassungsgerichtshof Rheinland-Pfalz)